# Episodi di Hulk e gli agenti S.M.A.S.H. (prima stagione)
La prima stagione della serie a cartoni animati Hulk e gli agenti S.M.A.S.H. è stata trasmessa negli Stati Uniti d'America da Disney XD a partire dall'11 agosto 2013, mentre in Italia è stata trasmessa da Disney XD a partire dal 15 settembre 2013, e successivamente su Rai 2 a partire dal 2 aprile 2014.
| nº | Titolo originale               | Titolo italiano                            | Prima TV USA      | Prima TV Italia   |
| -- | ------------------------------ | ------------------------------------------ | ----------------- | ----------------- |
| 1  | Doorway to Destruction: Part 1 | Portale per la distruzione (prima parte)   | 11 agosto 2013    | 15 settembre 2013 |
| 2  | Doorway to Destruction: Part 2 | Portale per la distruzione (seconda parte) | 11 agosto 2013    | 22 settembre 2013 |
| 3  | Hulk-Busted                    | Questione di fiducia                       | 18 agosto 2013    | 29 settembre 2013 |
| 4  | The Collector                  | Il Collezionista                           | 25 agosto 2013    | 6 ottobre 2013    |
| 5  | All About the Ego              | A proposito di Ego                         | 1º settembre 2013 | 13 ottobre 2013   |
| 6  | Savage Land                    | Terra selvaggia                            | 15 settembre 2013 | 19 ottobre 2013   |
| 7  | The Incredible Shrinking Hulk  | Gli incredibili Hulk ristretti             | 22 settembre 2013 | 27 ottobre 2013   |
| 8  | Hulks on Ice                   | Gli Hulk sul ghiaccio                      | 6 ottobre 2013    | 3 novembre 2013   |
| 9  | Of Moles and Men               | Uomini e talpe                             | 27 ottobre 2013   | 10 novembre 2013  |
| 10 | Wendigo Apocalypse             | L'apocalisse Wendigo                       | 3 novembre 2013   | 17 novembre 2013  |
| 11 | The Skaar Whisperer            | L'uomo che sussurrava a Skaar              | 10 novembre 2013  | 24 novembre 2013  |
| 12 | Into the Negative Zone         | Nella Zona Negativa                        | 17 novembre 2013  | 1º dicembre 2013  |
| 13 | Red Rover                      | Rulk e Devil                               | 24 novembre 2013  | 8 dicembre 2013   |
| 14 | The Venom Inside               | Dentro Venom                               | 8 dicembre 2013   | 30 marzo 2014     |
| 15 | Galactus Goes Green            | Galactus diventa verde                     | 19 gennaio 2014   | 6 aprile 2014     |
| 16 | A Thing About Machines         | Il problema con le macchine                | 26 gennaio 2014   | 13 aprile 2014    |
| 17 | Abombination                   | Abominio                                   | 2 febbraio 2014   | 20 aprile 2014    |
| 18 | Mission Impossible Man         | Missione Uomo Impossibile                  | 9 febbraio 2014   | 27 aprile 2014    |
| 19 | For Asgard                     | Per Asgard                                 | 23 febbraio 2014  | 4 maggio 2014     |
| 20 | Stranger in a Strange Land     | Straniero in Terra Straniera               | 30 marzo 2014     | 11 maggio 2014    |
| 21 | Deathlok                       | Deathlok                                   | 13 aprile 2014    | 18 maggio 2014    |
| 22 | Inhuman Nature                 | Natura inumana                             | 15 giugno 2014    | 25 maggio 2014    |
| 23 | The Hunted                     | La preda                                   | 22 giugno 2014    | 1 giugno 2014     |
| 24 | Monsters No More (1)           | Non più mostri                             | 29 giugno 2014    | 8 giugno 2014     |
| 25 | Planet Leader (2)              | Benvenuti a Sakaar                         | 13 luglio 2014    | 15 giugno 2014    |
| 26 | It's a Wonderful Smash         | Spaccare è meraviglioso!                   | 3 dicembre 2014   | 22 giugno 2014    |

## Portale per la distruzione (prima parte)

### Trama
Mentre Hulk trascorre una normale giornata insieme al suo amico, Rick Jones, a Vista Verde si scatena uno strano uragano verde causato probabilmente dai Raggi Gamma. Proprio al centro dello strano vortice, si apre un portale per la Zona Negativa, una dimensione dove vengono esiliati gli esseri più malvagi dell'universo. Dal portale fuoriesce Skaar (un mostro simile ad Hulk ma con i capelli più lunghi) che, sotto il controllo di Annihilus (un essere malvagio, per l'appunto esiliato nella Zona Negativa) allarga il portale colpendolo con un'arma che sfrutta i Raggi Gamma; essendo ora il portale un po' più grande, dal suo interno fuoriescono anche molti insetti alieni al servizio di Annihilus. Essi cominciano a distruggere tutto ma, all'improvviso, l'arma ai Raggi Gamma usata da Skaar esplode, facendo richiudere il portale e l'uragano verde. Prima di ritornare alla Zona Negativa, gli insetti alieni rapisco Rulk (venuto ad aiutare Hulk contro gli insetti) e riprendono anche Skaar. Nel frattempo, Rick Jones si sente male perché era molto vicino all'arma esplosa poco prima.
- Personaggi introdotti: Hulk, Rick Jones, Rulk (o Hulk Rosso), Skaar ed Annihilus.

## Portale per la distruzione (seconda parte)

### Trama
Trasformato dai Raggi Gamma in A-Bomb (una specie di Hulk blu) Rick Jones decide di unirsi ad Hulk nel combattimento contro Annihilus ma, per raggiungere il nuovo portale appena formatosi, Hulk e A-Bomb hanno bisogno di un buon pilota. Tra i tanti scelgono She-Hulk (un'altra supereroina verde e forte come Hulk) che li conduce fin dentro il portale. Appena entrati nella Zona Negativa, i tre vengono attaccati dagli insetti alieni, da Skaar, ed anche da Rulk (schiavizzato come Skaar). Dopo un duro combattimento, Hulk libera i due dalla schiavitù ed insieme riescono a sconfiggere gli insetti alieni ed a neutralizzare Annihilus rompendo la sua Barra Cosmica. Tornati sulla Terra, i cinque decidono di unirsi per formare gli Agenti S.M.A.S.H., una squadra che convive nella base segreta situata nel Nuovo Messico, a Vista Verde. A fine episodio, Hulk scopre che Skaar è in realtà un traditore al servizio del Capo, ma decide di non dire niente.
- Personaggi introdotti: She-Hulk, Il Capo.

## Questione di fiducia

### Trama
Gli Agenti S.M.A.S.H. devono affrontare un mostro della Zona Negativa chiamato Blastaar, detto "La bomba vivente" poiché genera potenti raggi infuocati. La squadra, però, ha problemi di fiducia e non collabora, perdendo. Nonostante ciò, il mostro va via e compare Iron-Man, che dice di essere stato derubato. Raggiunte le Stark Industries, Iron-Man e gli S.M.A.S.H. scoprono che il robot non ha derubato niente, ma è entrato in un padiglione segreto dove sono custodite le Hulk-Busted, armature progettate per annientare gli Hulk, nel caso perdessero il controllo. Da un filmato, scoprono che il robot ha iniettato un virus nelle Hulk-Busted, infatti esse cominciano ad attaccare gli S.M.A.S.H.; dopo un primo combattimento, le armature anti-Hulk si uniscono e formano un mega robot controllato dal Capo, che rapisce Iron-Man. Dopo aver risolto la situazione, Hulk scopre che è stato ancora una volta Skaar a seminar tempesta tra gli S.M.A.S.H. ed a sabotare le operazioni, e decide di dirlo soltanto ad A-Bomb, per il momento.
- Personaggi introdotti: Iron Man, Blaastar (la bomba vivente).

## Il Collezionista

### Trama
Mentre giocano a poker, gli S.M.A.S.H. e la loro squadra di supporto (formata da Spider-Man e La Cosa) vengono attaccati da un robot, che blocca e fa sparire tutti, tranne Spider-Man ed Hulk. Un attimo dopo, i due sono già sulle tracce dei loro amici, teletrasportati su una nave spaziale in cui sono rinchiusi anche Gli Avengers, i Fantastici Quattro e Wolverine. Dopo aver liberato gli altri S.M.A.S.H. dal Collezionista (un essere che desidera avere tutti gli eroi dell'universo rinchiusi in delle bolle) Spider-Man ed Hulk scoprono che sulla nave spaziale c'è anche una bomba, pronta a distruggere la Terra. Grazie ad una collaborazione di tutti, la bomba esplode distruggendo soltanto la nave spaziale, mentre tutti gli eroi vengono ri-teletrasportati sulla Terra.
- Personaggi introdotti: Il Collezionista, Spider-Man, La Cosa.

## A proposito di Ego

### Trama
Mentre si allenano con le loro nuove Armi Gamma, gli S.M.A.S.H. notano una roccia gigante avvicinarsi verso la Terra. Viaggiando nello spazio notano che la roccia è in realtà un pianeta vivente chiamato Ego, che vuole assorbire la Terra dopo averla distrutta. Per fermarlo, gli Hulk cercano di arrivare al cervello di Ego e, dopo tante difficoltà, riescono a distruggerlo. Tornati a casa con un'astronave dello S.H.I.E.L.D., gli S.M.A.S.H. non ricevono nessun merito ma Rulk ha imparato che bisogna lavorare insieme per compiere azioni inizialmente impossibili, come distruggere Ego.
- Personaggi introdotti: Ego.

## Terra selvaggia

### Trama
Mentre si allenano, gli S.M.A.S.H. assistono all'eruzione di un vulcano spento da centinaia di anni. La causa di ciò è da cercare nella Terra Selvaggia, un'immensa giungla piena di dinosauri, la cui posizione è sconosciuta agli umani. Gli S.M.A.S.H. però sanno benissimo che la Terra Selvaggia si trova nel cuore dell'Antartide e, dopo essersi recati lì, vengono attaccati dalle truppe di Sauron, un essere per metà uomo e per metà dinosauro, capace di controllare telepaticamente chi gli è vicino. Nello sventare l'attacco, Rulk ed A-Bomb cadono dal jet e si ritrovano nella fitta giungla; nel frattempo, gli altri si recano verso un grande vulcano che è anche la causa delle varie eruzioni nel mondo. Ritrovatisi tutti lì, gli S.M.A.S.H. riescono a sventare i piani di Sauron ed in più A-Bomb impara a cavarsela da solo.
- Personaggi introdotti: Sauron, Devil.

## Gli incredibili Hulk ristretti

### Trama
Durante il compleanno di Rick, gli Hulk stanno giocando a golf quando un raggio restringente li colpisce e rimpicciolisce; a quel punto ricevono un messaggio del Capo che gli spiega di aver organizzato tutto per distruggerli di persona. Mentre gli Hulk cercano di raggiungere la torretta che li ha rimpiccioliti, Rick è sempre più indeciso se rivelare agli altri S.M.A.S.H. che Skaar è un traditore ma Hulk gli consiglia di non farlo. In seguito ad un'altra esposizione al raggio restringente, Rulk diventa ancora più piccolo, mentre A-Bomb decide di rivelare tutto. Sul luogo giunge Il Capo, che fa ritornare Skaar alle sue dimensioni normali ed intrappoli i piccoli Hulk. Skaar però ripensa ai suoi amici e decide di aiutarli, sconfiggendo Il Capo. Prima di andarsene, quest'ultimo rimpicciolisce tutta la pista ma gli S.M.A.S.H. riescono a tornare grandi in tempo per non essere risucchiati. Tutti perdonano Skaar, che ottiene una nuova famiglia ed una nuova identità, che non hai mai avuto.

## Gli Hulk sul ghiaccio

### Trama
I luoghi più caldi del pianeta sono stranamente coperti di neve, e la causa è da cercare in una landa ghiacciata. Mentre sono lì, gli Hulk incontrano Thor che li avverte di una grave minaccia; i Giganti di Ghiaccio, guidati da Laufey, stanno invadendo la Terra causando le strane bufere di neve. Per trasferire sulla Terra tutti i Giganti di Ghiaccio, Laufey risveglia Ymir, il Guardiano dell'Inverno bandito sulla Terra da Odino. Sfruttando la capacità di Rulk (cioè di riscaldarsi), Hulk e Thor distruggono Ymir e rispediscono Laufey sul pianeta dei Giganti di Ghiaccio, fermando l'invasione e facendo tornare la Terra esattamente come prima.
- - Personaggi introdotti: Thor, Laufey, Ymir,Giganti di Ghiaccio..

## Uomini e talpe

### Trama
Vista Verde è stranamente attaccata da dei vermi giganti, che fuoriescono dal sottosuolo. Cercando la causa di tutto ciò, Hulk ed A-Bomb cadono in tunnel che li porta a Subterranea, la terra dei Talpoidi. Essi sono una civiltà primitiva che vive nel sottosuolo ed hanno scelto Hulk come loro re e protettore. Il Gigante di Giada decide di accettare la proposta sia per proteggere i Talpoidi sia per proteggere Vista Verde, poiché Hulk pensa che gli attacchi in quella città siano dovuti alla sua presenza. Dopo molti scontri con i vermi, Hulk sviene sfinito e si risveglia nel covo dei mostri insieme all'Uomo Talpa, altro sovrano dei Talpoidi catturato dai vermi. Dopo esser stati liberati da A-Bomb, agli eroi devono scontrarsi con la regina dei vermi, che si dirige verso la città. Grazie alle abilità di leader dell'Uomo Talpa, i Talpoidi si convincono a lottare e sconfiggono la regina dei vermi.
- Personaggi introdotti: Uomo Talpa, Talpoidi.

## L'apocalisse Wendigo

### Trama
Mentre sono in vacanza su una montagna, gli Hulk vengono attaccati da Wolverine trasformato in Wendigo. Tornato in sé, il mutante spiega agli Hulk che la zona è infestata da Wendigo, esseri mostruosi simili a lupi mannari bianchi capaci di far trasformare chiunque semplicemente con un morso o graffio. Ormai tutti gli abitanti della zona sono stati trasformati e per liberarli si deve sconfiggere Re Wendigo, sovrano dei mostri bianchi. Mentre lo cercano, gli Hulk vengono uno dopo l'altro trasformati in Wendigo, fino a quando non rimangono soltanto Hulk e Wolverine. Grazie ad un'insolita collaborazione tra i due, il Re Wendigo viene sconfitto e tutti tornano normali.
- Personaggi introdotti: Wolverine, Wendigo.

## L'uomo che sussurrava a Skaar

### Trama
Al carcere di massima sicurezza La Volta è in atto un'evasione da parte della Squadra Distruttrice e dell'Uomo Assorbente. Dopo un combattimento, la Squadra Demolitrice viene nuovamente rinchiusa ma l'Uomo Assorbente scappa. Nel frattempo, gli Hulk portano Skaar da Doc Samson, uno psicologo che dovrebbe riuscire a civilizzarlo. Mentre sono alla base, gli altri Hulk vengono attaccati da un nuovo Uomo Assorbente, che ha assorbito una gran quantità di Energia Gamma, diventando più grande ed invincibile. Mentre gli Hulk cercano di non farlo arrivare al Nucleo Gamma della base, Doc ha ipnotizzato Skaar e l'ha convinto a non combattere ed a comportarsi come un perfetto gentiluomo. Proprio quando l'Uomo Assorbente arriva al Nucleo e diventa ormai una specie di buco nero gigante, Skaar torna in sé e fa volontariamente assorbire della carta al criminale, che diventa di nuovo come prima ma è molto più debole. Alla fine, tutti accettano Skaar com'è.
- Personaggi introdotti: Uomo Assorbente, Squadra Demolitrice (Titania, Piledriver, Thunderball, Bulldozer, Demolitore).

## Nella Zona Negativa

### Trama
Mentre combattono contro Blaastar, scagnozzo del Capo, gli Agenti S.M.A.S.H. vengono morsi da serpenti alieni ed iniziano a pietrificarsi rimanendo bloccati in una sostanza "crostosa". L'unico scampato al morso dei serpenti risulta essere Hulk che, insieme alla Cosa, va nella Zona Negativa perché sa che l'antidoto si trova nel sangue di quegli stessi serpenti. Dopo aver trovato l'antidoto, La Cosa intraprende un viaggio verso la Terra mentre Hulk raggiunge il Capo per vendicarsi; lì scopre con stupore che Annihilius è schiavo del Capo e quest'ultimo possiede la Barra Cosmica. Per sconfiggere il nemico, Hulk perde il controllo e sembra non ragionare più; fortunatamente, La Cosa ritorna indietro e fa ritornare Hulk in sé. Tornati alla Base Gamma, i due guariscono gli altri e svelano di aver rinchiuso il Capo in una cella della base.

## Rulk e Devil

### Trama
Ogni mattina Devil, mentre dorme, porta Rulk nel mezzo del deserto. Tornato alla base gamma, Rulk vuole far diventare Devil un hamburger ma gli altri S.M.A.S.H. glielo impediscono. Perciò decide di abbandonarlo, ma per errore sorvola Latveria e viene fatto prigioniero del dottor Destino, il quale, li ruba molto energia per alimentare une potente armatura a raggi gamma. Poi pero arriva Devil, e insieme fuggono. Arrivano nel deserto però lì c'è anche Destino come l'armatura, pero arrivano, in soccorso, gli agenti S.M.A.S.H. dove rompono l'armatura. Ma Destino arriva alla base gamma assorbe altra energia dal reattore gamma degli Hulk. Destino decide che qualcuno deve pagare per i danni commessi da Rulk e si fa avanti Devil, ma Rulk si sacrifica per il dinosauro. L'armatura del dottor Destino e sovraccarica e Hulk la lancia nello spazio. Rulk si sveglia e diventa finalmente amico di Devil, almeno per un po'...
- Personaggi introdotti: Dottor Destino, Devil.

## Dentro Venom

### Trama
Mentre sono a New York, gli agenti S.M.A.S.H. distruggono un edificio, e Spider-Man li ferma, per poi scoprire che stavano demolendo l'edificio per far costruire un ospedale per bambini. Il gruppo di eroi viene attaccato da un robot del dottor Octopus, che contamina Skaar con un campione di Venom, il quale poi prende il possesso del suo corpo. Di volta in volta prende possesso di un agente S.M.A.S.H. per poi lasciarlo e prenderne un altro, e dopo essere passato da un corpo all'altro il nuovo Venom di Octopus riesce a prelevare una grande quantità di energia gamma. Grazie al potere gamma il nuovo Venom è così potente che nemmeno l'elettricità riesce a fermarlo. Spider-Man cerca di far capire a Hulk e ai suoi amici che questo non è il tipo di avversario che si può sconfiggere solo con la forza bruta, come loro sono solitamente abituati a fare. Alla fine capiscono che per sconfiggerlo servono i suoni ad alta frequenza, che indeboliscono la struttura molecolare di Venom. Gli agenti S.M.A.S.H. prendono a pugni una campana, il cui suono distrugge Venom. Infine Spider-Man e gli agenti S.M.A.S.H. trovano il nascondiglio di Octopus e lo sconfiggono.
- Personaggi introdotti: Dottor Octopus, Venom

## Galactus diventa verde

### Trama
Gli agenti S.M.A.S.H. vanno a Las Vegas, come ospiti speciali in un locale, ma a interrompere la serata ci pensa Terrax, l'araldo di Galactus, che viene sconfitto da Hulk e i suoi amici. Galactus, stanco dei fallimenti di Terrax, decide di togliere al suo servo i poteri cosmici che lui stesso gli aveva donato, e di passarli a She-Hulk, ritenendo che lei ha un grande potenziale e che sarebbe un ottimo araldo. La ragazza in un primo momento era entusiasta, ma poi capisce che il potere cosmico la rende troppo asservita a Galactus, e quindi usa i suoi poteri contro il gigante, affrontandolo insieme agli agenti S.M.A.S.H. anche se il divoratore di mondi si dimostra un avversario molto forte. Terrax interviene e sconfigge She-Hulk, dando prova del suo valore, quindi Galactus decide di andarsene dalla Terra, privando She-Hulk dei suoi poteri per ridarli a Terrax, dopo aver ritrovato fiducia in lui. In realtà è stata She-Hulk a organizzare il piano: lei si sarebbe fatta sconfiggere di proposito da Terrax, così che il suo padrone potesse dargli un'altra possibilità e liberarla dal potere cosmico restituendolo a Terrax, a condizione che quest'ultimo (una volta ritornato ad essere l'araldo di Galactus) però, indirizzi il suo padrone verso pianeti disabitati.
- Personaggi introdotti: Galactus, Terrax

## Il problema con le macchine

### Trama
Mentre sono nello spazio aperto con il loro jet, gli agenti S.M.A.S.H. hanno dei problemi, sembra infatti che il computer centrale del jet abbia acquisito una volontà sua, e che si sia rivoltato contro Hulk e i suoi amici. Il Capo ha infatti manomesso le funzioni del computer, dandogli una sua volontà, inoltre il jet dirotta una stazione spaziale dello S.H.I.E.L.D., che cadrà dritta verso Washington. Comunque il jet inizia a violare gli ordini del Capo, affrontando gli agenti S.M.A.S.H. nella zona respirabile della Luna, dove l'Osservatore dimora osservando. Infatti al jet non importa niente del Capo e dei suoi ordini, la macchina vuole solo eliminare Hulk e i suoi compagni vendicandosi per il poco riguardo che hanno verso di lui, e per tutte le volte che l'hanno danneggiata, e talvolta distrutta, durante le missioni. Hulk e gli agenti S.M.A.S.H. affrontano il velivolo, ma esso si dimostra molto forte, Hulk alla fine si scusa con il jet, ma cerca anche di fargli capire che pure lui e i suoi amici spesso vengono trattati male dalla gente, anche quando si comportano da eroi, e che le volte in cui la macchina viene danneggiata lo fa per salvare delle vite innocenti, e che questo fa del jet un eroe come loro. Il jet capisce che Hulk ha ragione, quindi il velivolo e il golia verde impediscono alla stazione spaziale di schiantarsi contro Washington, salvando la situazione.
- Personaggi introdotti: Osservatore

## Abominio

### Trama
Un intruso entra nella base degli agenti S.M.A.S.H., e sembra avere delle intenzioni tutt'altro che amichevoli, Hulk scopre che si tratta di un suo vecchio nemico, l'unico essere al mondo la cui forza può rivaleggiare con la sua, Emil Blonsky, alias Abominio. Hulk e gli altri capiscono che Thunderbolt è coinvolto nella faccenda, più di quanto non voglia ammettere, alla fine l'ex soldato confessa la verità, cioè che prima di diventare un mostro, quando era ancora un ufficiale dell'esercito il cui scopo era quello di sconfiggere Hulk, trasformò Blonsky in un mostro simile al golia verde, Abominio, inoltre Thunderbolt addestrò Blonsky facendogli prendere coscienza di tutti i punti deboli di Hulk, ma quando quest'ultimo lo sconfisse, Abominio perse il controllo diventando violento e pericoloso, quindi Thunderbolt lo imprigionò nelle profondità delle acque all'interno di un cilindro criogenico, dal quale ora sembra essere scappato. Blonsky ha fatto irruzione nella base degli agenti S.M.A.S.H. per vendicarsi di Hulk per la sconfitta, ma il mostro verde cerca vendetta anche nei confronti di Thunderbolt, non solo per averlo imprigionato nella prigione criogenica, ma anche per essere passato dalla parte Hulk diventando suo amico e collaboratore, dopo essersi trasformato nella sua controparte rossa, accusandolo di aver tradito i valori per cui un tempo combattevano. Il piano di Abominio è quello di far esplodere la bomba anti-gamma, che Thundebolt nascondeva nella base degli agenti S.M.A.S.H. e dopo averla attivata lui scappa dalla base a bordo di un missile che si trovava nella base stessa. Purtroppo per lui Thunderbolt aveva posizionato la bomba sul missile, la quale esplode, e Abominio viene investito in pieno dall'esplosione. Tutto si risolve per il meglio, anche se Thunderbolt è sicuro del fatto che Blonsky è riuscito a sopravvivere alla bomba. Ciò che è successo ha permesso a Hulk di vedere alcune sfumature del suo rapporto con Thunderbolt, infatti Hulk si fida di lui e lo considera un amico dato che non è arrabbiato per i loro vecchi attriti, ma anche nella circostanza in cui l'ex generale decidesse di mettersi nuovamente contro di lui questo non lo preoccupa, perché Hulk è sicuro di poterlo sconfiggere.
- Personaggi introdotti: Abominio

## Missione Uomo Impossibile

### Trama
L'Uomo Impossibile vuole diventare un eroe e quindi prende parte a un'avventura con gli agenti S.M.A.S.H. mentre loro affrontano Sauron in un parco divertimenti, sconfiggendolo. Purtroppo l'Uomo Impossibile, come sempre, complica la situazione, infatti entrando in contatto con Sauron, permette al mostro di assorbire i suoi poteri, ottenendo un potere immenso. Hulk e gli agenti S.M.A.S.H. si vedono costretti ad affrontare pure Fin Fang Foom, ma nonostante tutto gli agenti S.M.A.S.H. affrontano i loro nemici, e con il provvidenziale aiuto dell'Uomo Impossibile, li sconfiggono entrambi.
- Personaggi introdotti: Uomo Impossibile, Fin Fang Foom

## Per Asgard

### Trama
Thor e i tre guerrieri affrontano gli elfi oscuri, ma Hulk e gli agenti S.M.A.S.H. intervengono e aiutano le divinità a sconfiggere i nemici. Thor, per ringraziarli, li invita a banchettare con lui e gli dei a Asgard, invito che accettano. Thor e gli altri dei rimangono stupefatti delle capacità di Skaar, e gli propongono di restare a Asgard dove diverrebbe un combattente rispettato, dunque Skaar accetta specialmente perché sulla Terra è sempre stato considerato come un mostro incapace di adattarsi. Thor gli affida il compito di sorvegliare il suo fratellastro nelle prigioni: Loki. Quest'ultimo, facendo leva sull'ingenuità di Skaar, lo convince a sfoderare la spada di Odino, cosa che è considerata un crimine molto grave a Asgard, infatti togliendo la spada dal fodero Skaar libera il Ragnarok. Thor si vede costretto ad applicare le leggi del regno degli dei e tenere rinchiuso Skaar per millenni come prigioniero, anche se non ci mette molto a capire che Loki l'ha manipolato. Purtroppo, liberando il Ragnarok, gli elfi oscuri, capeggiati da Malekith, giungono a Asgard, infatti era questo il piano di Loki, che si era accordato con il capo degli elfi, per farli giungere lì e permettere loro di impadronirsi di Asgard, infine Malekith avrebbe liberato il dio dalla prigione. Gli dei e gli agenti S.M.A.S.H. uniscono le forze e sconfiggono gli elfi, che battono la ritirata, infine Skaar viene perdonato visto che ormai avevano provato che in realtà erano state le manipolazioni di Loki a fargli sfoderare la spada. L'offerta di rimanere a Asgard è ancora valida per Skaar, ma lui rifiuta perché capisce che il suo posto è con gli agenti S.M.A.S.H. e quindi decide di restare con i suoi vecchi amici.
- Personaggi introdotti: Malekith, Loki, Heimdall, Tre guerrieri

## Straniero in Terra Straniera

### Trama
Rick vorrebbe fare il mago, ma non è molto portato, dunque Hulk chiede al dr. Strange di fargli fare un po' di praticantato. Strange accetta e dunque porta Rick con sé nella sua dimora per insegnargli, anche se lo stregone gli fa fare più che altro lavori umili. Strange affronta Dormammu, ma Rick lo distrae, e dunque il demone porta con sé lo stregone nella sua dimensione. Rick e Hulk giungono nel regno di Dormammu e portano Strange in salvo. Purtroppo Dormammu riesce a uscire dalla sua dimensione e affronta Strange e gli agenti S.M.A.S.H. anche se, alla fine, Rick riesce a mettere Dormammu alle corde grazie agli insegnamenti di Strange, inoltre usando lo specchio magico della dimora dello stregone, Rick crea una copia di Dormammu, che diversamente da lui è buono, Dormammu affronta il suo doppio, mentre Strange sigilla il demone all'interno dello specchio.
Personaggi introdotti: Dottor Strange, Dormammu

## Deathlok

### Trama
Deathlok, una macchina robotica venuta da un futuro apocalittico, arriva in un centro commerciale e semina terrore, Hulk e gli agenti S.M.A.S.H. lo affrontano, ma Deathlok non vuole fare del male a nessuno, infatti lui cerca di far capire loro che il centro commerciale è invaso dagli alieni, gli Skrull, capeggiati da Super-Skrull, il quale può perfettamente replicare i poteri dei Fantastici Quattro. Deathlok viene da un futuro in cui la razza aliena ha sterminato l'umanità, e tutto ebbe inizio in questo giorno, lui è tornato indietro nel tempo per evitare che tutto ciò avvenga. Il centro commerciale si trova sopra l'astronave degli Skrull, la quale decolla. Deathlok e gli agenti S.M.A.S.H. la raggiungono e vi salgono a bordo. Gli Skrull vogliono conquistare la Terra perché è un buon punto strategico per conquistare altri mondi, il loro piano è quello di utilizzare una lente a energia montata sull'astronave per surriscaldare le acque del pianeta e terraformarlo. Deathlok ha in mente di autodistruggersi pur di fermare i nemici, ma Hulk e She-Hulk rimuovono la bomba disattivando il cyborg, la bomba invece distrugge l'astronave degli Skrull impedendo l'invasione, mentre Super-Skrull scappa. Hulk ha imparato a rispettare Deathlok per il suo coraggio, quindi lo riattiva dandogli una nuova fonte di energia donatagli da Tony Stark. Hulk gli propone di rimanere con loro, ma Deathlok decide di restare solo per imparare a conoscere questo nuovo mondo che lui ha salvato.
Personaggi introdotti: Deathlok, Skrull, Super-Skrull

## Natura inumana

### Trama
Rick, in una spiaggia, conosce un'affascinante ragazza di nome Crystal, la ragazza viene raggiunta da un uomo pesce (Triton), i due vengono teletrasportati via da un cane gigante di nome Lockjaw, e anche Rick viene teletrasportato via con loro. Hulk e gli agenti S.M.A.S.H. lo cercano e i raggi gamma di Rick gli permettono di essere rintracciato, lui si trova in una città nascosta nell'Himalaya, Attilan, la quale è protetta da una cupola indistruttibile. la comunità che vive lì è formata da Inumani. La comunità degli Inumani è formata da Freccia Nera (il leader), Maximus, Medusa, Karnak, Gorgon, Triton e Crystal, quest'ultima e Rick iniziano a provare una certa attrazione reciproca. Gli Inumani discendono da alcune persone la cui natura fu modificata da una razza aliena, non comunicano con la civiltà umana, infatti sono schivi nei loro riguardi, sicuri del fatto che non verrebbero accettati. Uno degli Inumani, Maximus, dà prova di essere crudele e ambizioso, e fa prigionieri gli agenti S.M.A.S.H. facendo credere a Freccia Nera che farli andare via sarebbe uno sbaglio. Rick riesce a scappare, e Crystal lo aiuta, e permette agli altri Inumani di vedere meglio la vera natura di Maximus, il quale li manipola, inoltre Crystal scopre che Maximus stava costruendo delle armi con le quali dichiarare guerra agli umani. Gli Inumani capiscono che Maximus è malvagio e quindi si alleano con gli agenti S.M.A.S.H. affrontando il nemico, sconfiggendolo. Rick e Crystal si baciano. Hulk prova a convincere gli Inumani a integrarsi nella comunità, perché loro sanno cosa provano dato che anche gli agenti S.M.A.S.H. vengono spesso discriminati, ma aggiunge pure che le persone gradualmente li stanno accettando, e che forse anche gli Inumani dovrebbero fare un tentativo e dare alla civiltà umana una possibilità. Maximus però li sigilla nella loro città con la cupola, ma Freccia Nera la distrugge con il suo urlo ultrasonico. Gli Inumani decidono di ascoltare il consiglio di Hulk.
Personaggi introdotti: Inumani (Freccia Nera, Crystal, Medusa, Gorgon, Karnak, Triton, Maximus, Lockjaw)

## La preda

### Trama
Hulk vorrebbe passare una giornata tranquilla in serenità, ma i suoi amici fanno troppo baccano e dunque lui, prendendo il jet, decide di andarsene dalla base. Il jet del gigante verde viene abbattuto e precipita in un'isola abitata da strane creature, infatti Hulk è atterrato nell'isola dei mostri. Hulk trova quattro piccoli cuccioli di Goom, e si affeziona a loro, e se ne prende cura dato che non trovano la madre. Hulk si vede costretto ad affrontare un pericoloso nemico alieno, Arkon, un cacciatore che si diverte a catturare le prede e a imprigionarle, è stato lui ad abbattere il jet di Hulk. Arkon si dimostra un avversario molto ostico, e cattura Hulk, inoltre pure la madre dei cuccioli è stata rapita dal cacciatore alieno. Hulk alla fine lo sconfigge anche grazie all'aiuto della madre dei cuccioli.
Personaggi introdotti: Arkon, Goom

## Non più mostri

### Trama
Gli Uomini Rospi cercano di conquistare il pianeta, ma i Fantastici 4 e gli agenti S.M.A.S.H. li affrontano insieme, sconfiggendoli, soprattutto grazie all'eroico gesto di Hulk. Dopo ciò, finalmente, le persone vedono Hulk e i suoi amici come dei veri eroi. Rick, Skaar, Thunderbolt e She-Hulk si godono il momento, tra la fama e le onorificenze, ma Hulk è consapevole che il momento non durerà per molto, sicuro del fatto che la comunità li vedrà sempre come dei mostri. Il Capo, con un astuto stratagemma, scappa dalla sua prigione, e avverte Hulk e i suoi amici che ha posizionate cinque bombe gamma a Vista Verde, che esploderanno a breve, radendo al suolo la città. Hulk e gli agenti S.M.A.S.H. cercano di far evacuare la città spaventando i cittadini, inoltre i loro vecchi nemici (Titania, Abominio, Sauron, Blastaar e l'Uomo Assorbente) arrivano sul luogo, infatti hanno formato un gruppo chiamato con il nome di agenti C.R.A.S.H. che affrontano i loro avversari. Hulk e i suoi compagni li sconfiggono, distruggendo quasi tutta la città. Il Capo li avverte che la sua era solo una menzogna, non aveva posizionato nessuna bomba a Vista Verde, lui voleva solo che Hulk e i suoi amici affrontassero gli agenti C.R.A.S.H. al fine di distruggere la città, inoltre aveva munito i criminali di particolari cinture di adamantio che li rendevano invisibili agli occhi di tutti, tranne a coloro che possiedono energia gamma, come gli agenti S.M.A.S.H. e dunque, tranne loro, tutti gli altri non hanno visto i supercriminali invadere Vista Verde, quindi agli occhi di tutti Hulk e i suoi amici stavano distruggendo la città. Il motivo per cui il Capo ha fatto tutto ciò era per fare in modo che la gloria degli agenti S.M.A.S.H. durasse poco, infatti ora tutti li considerano ingiustamente dei mostri aggressivi e pericolosi. Hulk, più che mai, è dell'idea che la comunità non accetterà mai né lui e i suoi amici, e che verranno sempre visti come dei mostri, e che forse gli agenti S.M.A.S.H. dovrebbero sciogliersi perché tutti e cinque insieme sono troppo pericolosi. Il Capo è ancora nella base degli agenti S.M.A.S.H. e ha attivato un reattore gamma che gli ha permesso di creare un varco che lo porterà in un altro mondo, lui attraversa il portale, mentre il reattore si appresta a esplodere, ma Hulk e i suoi amici entrano nel portale con il reattore, impedendo all'esplosione di mietere vittime. Gli agenti S.M.A.S.H. perdono i sensi e si ritrovano nel pianeta natale di Skaar, "Sakaar", vestiti come gladiatori, costretti a combattere in un'arena, inoltre il Capo è considerato un re su Sakaar.
Personaggi introdotti: Mister Fantastic, Donna invisibile, Torcia Umana

## Benvenuti a Sakaar

### Trama
Gli agenti S.M.A.S.H. si trovano a Sakaar, il pianeta natale di Skaar, dove lui è odiato da tutti, il Capo è considerato da tutti il re, anche se in realtà è un dittatore, che schiavizza gli abitanti del pianeta usando dei dispositivi impiantati nei loro petti, gli stessi che ha fatto impiantare sugli agenti S.M.A.S.H. Hulk, A-Bomb, Rulk e Skaar vengono costretti a lavorare come schiavi, inoltre Hulk capisce che, a giudicare dalla continua produzione di dispositivi per il controllo, il Capo vuole conquistare la Terra. She-Hulk invece è obbligata a diventare la sposa del Capo. Skaar inizia a ricordare il suo passato: lui era un orfano, una famiglia del pianeta Sakaar si prese cura di lui, poi arrivò il Capo che obbligò il selvaggio ad aiutarlo a conquistare il pianeta, motivo per cui è odiato da tutti. Il Capo obbliga Hulk e Skaar a combattere nell'arena, ma Skaar si rifiuta di fare del male al suo amico, anche se il capo lo tortura, e tutti gli abitanti del pianeta si meravigliano nel vedere Skaar così cambiato. She-Hulk impianta uno dei dispositivi sul Capo, disattivando tutti gli altri, quindi gli agenti S.M.A.S.H. e gli abitanti di Sakaar ora sono liberi. Hulk i suoi amici riescono a rovesciare l'impero del Capo, e a liberare la gente di Sakaar dalla sua tirannia. Gli abitanti del pianeta ringraziano Hulk e gli agenti S.M.A.S.H. per quello che hanno fatto, anche se il Capo è scappato. Usando l'astronave di quest'ultimo, che ha già impostate le coordinate della Terra, gli agenti S.M.A.S.H. decidono di tornare a casa, dopo questa avventura Hulk ha ritrovato fiducia in se stesso e nel suo gruppo, affermando che c'è ancora speranza sul fatto che un giorno i terrestri vedranno lui e i suoi amici come degli eroi. Gli agenti S.M.A.S.H. decollano con l'astronave, ma il Capo è a bordo con loro, e dopo aver manomesso il mezzo di trasporto spaziale, dirotta l'astronave, la quale finisce in una meta sconosciuta: ora gli agenti S.M.A.S.H. sono perduti nello spazio.
Personaggi introdotti: Korg, Miek

## Spaccare è meraviglioso!

### Trama
Qualcosa di strano sta avvenendo nel giorno di Natale, gli agenti S.M.A.S.H. sono delle celebrità, il Capo è alle loro dipendenze, inoltre vivono in un lussuoso loft, infatti sembra che finalmente vivano la vita che hanno sempre desiderato. Ad un tratto, però, arriva Rocket Raccoon, che li informa che tutto questo è un'illusione, infatti gli agenti S.M.A.S.H. sono stati catturati dal Collezionista. Rocket e gli agenti S.M.A.S.H. si aiutano a vicenda, inoltre pure gli altri Guardiani della Galassia sono stati catturati dal Collezionista, mentre stavano trasportando la Sfera della Verità per un accordo di pace tra due imperi spaziali (Kree e Shi'ar). I Guardiani della Galassia devono portare la sfera in tempo, altrimenti scoppierà una guerra spaziale, e purtroppo la Terra si troverà in mezzo al fuoco incrociato. Gli agenti S.M.A.S.H. e i Guardiani della Galassia affrontano il Collezionista, infine Hulk, usando la Sfera della Verità, fa prendere coscienza al Collezionista dei suoi sbagli, e dunque decide di liberare i supereroi. I Guardiani della Galassia e i gli agenti S.M.A.S.H. portano la sfera a destinazione, impedendo una guerra. A fine episodio i Guardiani della Galassia decidono di trascorrere il Natale sulla Terra insieme a Hulk e i suoi amici.
Personaggi introdotti: Guardiani della Galassia (Star-Lord, Gamora, Drax il Distruttore, Groot e Rocket Raccoon), Kree, Shi'ar